# Związek Polskich Klubów Sportowych w Czechosłowacji
Związek Polskich Klubów Sportowych w Czechosłowacji – organizacja powstała w 1922 roku. Zrzeszała ok. 20 polskich klubów sportowych działających w Czechosłowacji. W 1936 roku związek liczył 2677 członków. Zlikwidowany w roku 1938.